# Mission de renforcement des capacités
Une mission de renforcement des capacités est un type de mission civile de l'Union européenne, menée dans le cadre de la politique de sécurité et de défense commune. Elles sont au nombre de trois :
- la mission de soutien aux capacités maritimes en Somalie (EUCAP Nestor puis EUCAP Somalie) ;
- la mission de soutien aux capacités des intervenants nigériens en matière de sécurité en vue de lutter contre le terrorisme et la criminalité organisée (EUCAP Sahel Niger) ;
- la mission de soutien aux capacités de sécurité intérieure maliennes (EUCAP Sahel Mali).